# Ceratopogon lacteipennis
Ceratopogon lacteipennis är en tvåvingeart som beskrevs av Zetterstedt 1838. Ceratopogon lacteipennis ingår i släktet Ceratopogon och familjen svidknott.
Artens utbredningsområde är Norge. Inga underarter finns listade i Catalogue of Life.